# Silva (poesia)
La silva è una strofa della metrica castigliana che consiste in una estensione indeterminata di versi settenari, vale a dire un verso nel quale l'ultimo accento si trova sulla sesta sillaba, ed endecasillabi che rimano in consonante liberamente, con la possibilità di usare versi sciolti senza rima alcuna.
L'ampia libertà poetica che ciò suppone converte questa strofa nella più moderna della metrica classica spagnola, data la sua implicita tendenza antistrofica, e come tale costituisce una forma di transizione verso il verso libero moderno. Cominciò a coltivarsi agli inizi del secolo XVII con l'opera di Francisco de Rojas Zorrilla e le Soledades di Luis de Góngora, e da allora si stabilizzò fermamente nella metrica spagnola.

## Esempio
Un esemplo di silva la troviamo nell'opera Al sueño di Miguel de Unamuno:
la verità si rivela,
pace sparsa dintorno;
nell'oscuro colore del tuo grembo,
contenta e giocosa,
come nel suo nido l'uccello,
libero dall'altrui laccio,
nuda respira la tacita vita,
accoccolato in riserbato oblio,
lungi dal mondo in luce e dal rumore;
lungi dal suo frastuono
che poco a poco l'alma ci consuma,
nell'angolo occulto
dove la fonte della calma sgorga.»
(Miguel de Unamuno, Al sueño)